# Fábián János (labdarúgó)
Fábián János (szlovákul: Jan Fabián, ukránul: Янош Яношович Фабіан, Janos Janosovics Fabian, oroszul: Янош Яношевич Фабиан, Janos Janosevics Fabian) (Ungvár, Ungi zsupa, Csehszlovákia, 1922 – Ungvár, Szovjetunió, 1983) csehszlovák, magyar, ukrán és szovjet középpályás és csatár labdarúgó, és labdarúgóedző. A magyar nemzeti bajnokság második osztályában egyszer (1944), az ukrán másodosztályú bajnokságban kétszer szerzett bajnoki címet (1946, 1950) úgy, hogy ez utóbbi évben az (ukrán kupát is elnyerte. Az első háború utáni ukrán Szpartakiád (1945) és a szovjet utánpótlás-csapatok közötti bajnokságának aranyérmese. A szovjet kupa negyeddöntőse (1946).

## Pályafutása
A pályafutását a csehszlovák labdarúgó-bajnokság szlovák csoportjában részt vevő UMTE Užhorod (1936) és az Ungvári AC név alatt a magyar NB II-ben 1939–1941 között szereplő ifjúsági csapatokban kezdte, majd az 1941/1942-es szezonban bekerült az UAC felnőttcsapatába. (Ez számára nagy megtiszteltetést jelentett, mivel a század elejétől kezdve az Ung parti város – az Osztrák–Magyar Monarchia részeként – a Magyar Királyság Ung vármegyéjének székhelye volt és az Ungvári AC 1911-ben már be is jelentkezett a magyarországi vidéki bajnokság északi kerületébe. Ebben a kerületben kétszer is megnyerte az alosztálya bajnokságát (1913, 1914) és második alkalommal a kerületi negyeddöntőben is győzött a délmagyarországi alosztály bajnoka, a Nagyváradi AC ellen. Az I. világháborút Magyarország számára lezáró trianoni békeszerződés (1920. június 4.) Kárpátalját az új államalakulathoz, Csehszlovákiához csatolta, így az ungvári csapatok a csehszlovák bajnokságban szerepeltek. Az első bécsi döntés (1938. november 2.) értelmében Felvidék és Kárpátalja egyes részeit visszacsatolták Magyarországhoz, és a visszatért területek futballcsapatai bekapcsolódtak a magyar labdarúgó-bajnokságba. Az Ungvári AC 1939 nyarán az NB B-nek nevezett másodosztály Felvidéki csoportjába került, ahol olyan nagy múltú együttesekkel játszott, mint a Diósgyőri MÁVAG (ma DVTK), a Debreceni VSC, az Ózdi VTK (Ózdi Kohász), a Nyíregyházi TVE, a Perecesi TK, a két salgótarjáni csapat, az SBTC és az SSE, a budapesti BSzKRT (BKV Előre) és BVSC, valamint a visszatért területek egyletei, a Losonci AFC, a Füleki TC, a Kassai SC, a Munkácsi SE, a Beregszászi FTC és az Ungvári SK Rusj.) Az Ungvári AC előbb kiesett az NB III-ba, majd fokozatosan megerősödve egyre feljebb lépett. Az 1943/1944-es szezonban megnyerte az NB II Keleti csoportját, s így feljutott az NB I-be. Az 1944 augusztusában rajtoló bajnokság első fordulójában rögtön elmaradt a meccse, mert ellenfele, az újvidéki csapat az Ungvár-t ért bombatámadás miatt hazautazott. Az UAC így a Ferencváros otthonában játszotta első NB I-es mérkőzését (5:0-ra kikapott), majd 5:2-re veszített a Salgótarjáni BTC vendégeként, aztán a 4. fordulóban hazai pályán 3:1-es vereséget szenvedett a Szentlőrinci AC-től. Több meccset pedig már nem tudott lejátszani a magyar élvonalban, mert jött a front, a bajnokság félbeszakadt, illetve a fővárosi csapatok részvételével hadi-bajnokságként decemberig folytatódott). Majd a II. világháborút lezáró párizsi békeszerződések Kárpátalját a Szovjetunióhoz csatolták, és az Ukrajna része lett.
Az Ungvári AC ezzel befejezte magyarországi szereplését, s így Fábián János a korábbi csapattársai jelentős részével együtt átkerült az akkor szerveződő Ungvári Szpartak ukrán másodosztályú csapathoz, amely részvételükkel 1946-ban megszerezte az első országos bajnoki címet. Azt megelőzően, az 1945. augusztus 23. – szeptember 6. közötti időszakban Kijevben megrendezésre került az első, háború utáni Szpartakiád. Kárpátalja most már az USZSZK legfiatalabb megyéjeként több mint száz sportolóval képviseltette magát ezen az országos sportviadalon. Fölég a fent említett csapatok játékosaiból álló kárpátaljai labdarúgó-válogatott tarolt, és 58:5‐ös gólkülönbséggel az első helyen végzett. Lényegében ugyanez a csapat az ő hathatós közreműködésével eljutott a szovjet kupasorozat negyeddöntőjéig, amelyre Moszkvában került sor 1946. október 13-án a Dinamo Stadionban és amelyben az Ungvári Szpartak akkori ellenfele - az első osztályos Szpartak Moszkva - győzött 5:0-ra, és végül megnyerte a szovjet labdarúgókupát.
Fábián János 1948 júliusában, néhány hónappal a csapattársa, az egykori Ungvári SK Rusj játékosa Láver György után - másodikként a kárpátaljai labdarúgók közül - átigazolt a Kijevi Dinamo-ba, amelynek utánpótlás kerete az ő részvételükkel 1949-ben kis aranyérmeket szerzett az első ízben kiírt, a szovjet tartalékcsapatok közötti országos bajnokságon. Ebben a csapatban abban az évben már tíz fiatal kárpátaljai tehetség játszott, akik több éven keresztül oszlopos tagjai voltak a kijevi nagy-csapatnak és kiemelkedő eredményeket értek el országos és nemzetközi szinten.
Fábián 1950-ben visszatért Ungvárra és a Szpartak színeiben még abban az évben ismét elnyerte az ukrán bajnoki címet. A hazatérése után még három szezont töltött a másodosztályban, majd visszavonulva a versenysporttól 16 évig volt a vezetőedzője a megyei szinten szereplő Nagybocskó-i "Vörös csillag" csapatnak, ebből tíz évet játékos-edzőként töltött.

## Sikerei, díjai
Magyarország
- Magyar bajnokság
  - bajnok: 1944

Ukrajna
- Labdarúgó-bajnokság
  - aranyérmes: 1945
- Ukrán bajnokság
  - bajnok: 1946, 1950
- (Ukrán kupa
  - győztes: 1950

Szovjetunió
- Szovjet kupa
  - negyeddöntős: 1946
- Szovjet tartalékcsapatok bajnoksága
  - bajnok: 1949

## Fordítás
- Ez a szócikk részben vagy egészben  a(z)   Фабиан, Янош Яношевич című orosz Wikipédia-szócikk ezen változatának fordításán alapul.  Az eredeti cikk szerkesztőit annak laptörténete sorolja fel. Ez a jelzés csupán a megfogalmazás eredetét és a szerzői jogokat jelzi, nem szolgál a cikkben szereplő információk forrásmegjelöléseként.